# NGC 2555
NGC 2555 est une vaste galaxie spirale barrée située dans la constellation de l'Hydre. NGC 2555 a été découverte par l'astronome germano-britannique William Herschel en 1784.

## Caractéristiques
Sa vitesse par rapport au fond diffus cosmologique est de 4 671 ± 19 km/s, ce qui correspond à une distance de Hubble de 68,9 ± 4,8 Mpc (∼225 millions d'al).
À ce jour, trois mesures non basées sur le décalage vers le rouge (redshift) donnent une distance de 84,833 ± 1,172 Mpc (∼277 millions d'al), ce qui est à l'extérieur des valeurs de la distance de Hubble. Notons que c'est avec la valeur moyenne des mesures indépendantes, lorsqu'elles existent, que la base de données NASA/IPAC calcule le diamètre d'une galaxie et qu'en conséquence le diamètre de NGC 2555 pourrait être d'environ 42,1 kpc (∼137 000 al) si on utilisait la distance de Hubble pour le calculer.
La classe de luminosité de NGC 2555 est I-II et elle présente une large raie HI.